# Miltochrista shuotensis
Miltochrista shuotensis là một loài bướm đêm thuộc phân họ Arctiinae, họ Erebidae.